# 澤田知子
澤田 知子 （さわだ ともこ、1977年4月25日 - ）は、兵庫県神戸市出身の写真家。成安造形大学客員教授。セルフ・ポートレートの手法を用いた写真表現を行う。

## 来歴
1977年（昭和52年）、兵庫県神戸市長田区に生まれる。1990年（平成2年）には中高一貫の女子高である松蔭中学校に入学し、中学3年の頃に美術教師の椿昇の影響で美術に興味を抱いた。1996年（平成8年）に松蔭高等学校を卒業すると美術短大に入学し、その後成安造形大学写真コースの3年に編入、畑祥雄の指導を受けた。
2000年（平成12年）には成安造形大学 写真クラス卒業、写真新世紀優秀賞受賞2003年（平成15年）には成安造形大学の非常勤講師となる。2004年（平成16年）4月、26歳の時に第29回木村伊兵衛写真賞を受賞した。この際に審査員を務めた篠山紀信は澤田の受賞を強く推している。
2004年5月には国際写真センター(ICP)の「インフィニティー賞」 若手写真家部門を受賞。2008年（平成20年）には文化庁在外派遣研修員としてニューヨークに留学した。『ID 400』は計5,000部を売り上げ、うち700部は日本国外で売れた。2015年（平成27年）には写真新世紀の審査員を務めた。

## 評価
東京都現代美術館学芸員の笠原美智子は澤田について、「作品は奇抜に見えても、自分を客体にして従来の女性像を見直す正統派の女性写真家」と評している。
キュレーターの福のり子は澤田知子の『ID400』に対しコメントを寄せている。この作品をはじめて見たとき、福のり子は、澤田知子が『ID400』を見て、自らのコンプレックスをさらけ出し、勝負を挑んでいると感じ、「関西人ではないか」というように疑ったという。実際に澤田知子は兵庫県神戸市生まれである。

## 特徴
澤田知子はセルフレポートについて「内面と外面の関係」についてどういうものか考えるために制作していると述べている。実際に『ID400』では「Relation between inside and outside」という文章がある。
『OMIAI』については、まさに見合い写真として実際に写真館で撮影している。様々な女性の写真が写っているように見える作品。しかし実際は全て同一人物、澤田知子である。キュレーターの竹久侑はそれによって見合い写真（外面）から人柄（内面）を読み取ろうとする私たちの行為を逆手にとっていると考える。
創作のテーマは内面と外見との関係性であるが、これは制服に憧れて神戸の中、高校に進んだにもかかわらずいじめにあい、モテなかったという容姿のコンプレックス体験に根ざしている。2000年度キャノン写真新世紀特別賞を受賞した卒業制作「ID400」は化粧や髪形、服装、体形を変えて、400人の人物に変身し、街の証明写真機で自らを撮った作品であるが、同一人物だと気づいた人はほとんどいなかったというエピソードがある。

## 発言
澤田知子は以下の2つの言葉を残している。

## 著作
- 『ID 400』（2004、青幻舎）ISBN 4861520126
- 『OMIAI』（2006、青幻舎）ISBN 4861520312
- 『School Days』（2006、青幻舎）ISBN 4861520614
- 『MASQUERADE』（2006、赤々舎）ISBN 4903545024